# ألفا لانسانا
ألفا لانسانا (بالإنجليزية: Alpha Lansana)‏ هو لاعب كرة قدم سيراليوني في مركز الدفاع، ولد في 14 أكتوبر 1980 في كينيما في سيراليون. شارك مع منتخب سيراليون لكرة القدم. أما مع النوادي، فقد لعب مع نادي بورتس أوثوريتي.

## وصلات خارجية
- ألفا لانسانا على موقع الاتحاد الدولي (مؤرشف)  (الإنجليزية)
- ألفا لانسانا على موقع قاعدة بيانات كرة القدم.إي يو (الإنجليزية)
- ألفا لانسانا على موقع ناشيونال فوتبول تيمز (الإنجليزية)